# Холлинз, Остин
Остин Холлинз (англ. Austin Hollins; род. 8 ноября 1991, Чандлер, штат Аризона, США) — американский профессиональный баскетболист, играющий на позиции атакующего защитника.

## Карьера
Остин Холлинз родился в семье чемпиона НБА и известного тренера Лайнела Холлинза. Все 4 года в колледже Миннесоты Остин играл за команду университета и постепенно улучшал свои показатели — с 4,5 очка за 17 минут в первый год до 12,4 очка за 33 минуты в последний. В Миннесоте он также выиграл National Invitation Tournament в 2014 году и был признан «Самым ценным игроком» турнира.
Не став выбранным на драфте НБА 2014 года Холлинз переехал в Европу. Свою профессиональную карьеру Остин начал во Франции, в команде второго дивизиона «Денен Вольтер». В сезоне 2014/2015 Холлинз провёл 35 игр и набирал в среднем 8,5 очков, 1,7 подбора и 0,7 передачи. В сезоне 2015/2016 его статистика в 34 матчах составила 12,5 очка, 2,0 подбора и 1,7 передачи в среднем за игру.
В июле 2016 года Холлинз перешёл «Каухайоки Карху». В 47 играх чемпионата Финляндии Остин набирал в среднем 17,2 очка, 4,7 подбора и 2,6 передачи.
В сезоне 2017/2018 Холлинз выступал за «Гисен Фотисиксерс», за который провёл 29 игр чемпионата Германии и отметился статистикой в 12,0 очка, 2,7 подбора и 2,0 передачи в среднем за игру.
В сезоне 2018/2019 Холлинз провёл за «Раста Фехту» в немецком чемпионате все 40 матчей регулярного сезона и набирал в среднем 16,5 очка, 2,7 подбора и 2,3 перехвата. В чемпионате Германии Остин был лучшим по перехватам и вошёл в десятку по очкам за матч. В этом сезон «Раста» впервые в истории вышла в 1/2 финала Бундеслиги. На «Матче всех звёзд» чемпионата Германии Холлинз стал победителем конкурса данков.
В июле 2019 года Холлинз подписал 2-летний контракт с «Зенитом».
16 февраля 2020 года Холлинз принял участие в конкурсе по броскам сверху, который прошёл в перерыве между 3 и 4 четвертями «Матча всех звёзд Единой лиги ВТБ». В финале конкурса Остин уступил по оценкам жюри Александру Петенёву.
В августе 2021 года Холлинз перешёл в «Црвену звезду». В составе команды Остин стал чемпионом Адриатической лиги, чемпионом Сербии и обладателем Кубка Радивоя Корача.
В июне 2022 года Холлинз стал игроком «Маккаби» (Тель-Авив).
В декабре 2023 года Холлинз подписал с «Жальгирисом» пробный контракт на 3 недели. В конце декабря «Жальгирис» продлил контракт с Холлинзом ещё на 2 недели. 15 января 2024 года Холлинз покинул литовский клуб.
Спустя несколько дней Холлинз стал игроком АЕК.

## Достижения
- Чемпион Адриатической лиги: 2021/2022
- Бронзовый призёр Единой лиги ВТБ: 2020/2021
- Чемпион Сербии: 2021/2022
- Бронзовый призёр чемпионата России: 2020/2021
- Обладатель Кубка Радивоя Корача: 2021/2022